# Malta Grand Prix
Malta Grand Prix je bil poklicni snooker turnir. Pod sponzorstvom Rothmansa so ga prirejali vsako leto od leta 1994 do leta 2001. V sezoni 1999/00 je štel za svetovno jakostno lestvico.

## Zmagovalci
| Leto                             | Zmagovalec                       | Nasprotnik v finalu              | Končni izid                      | Sezona                           |
| Rothmans Grand Prix (nejakostni) | Rothmans Grand Prix (nejakostni) | Rothmans Grand Prix (nejakostni) | Rothmans Grand Prix (nejakostni) | Rothmans Grand Prix (nejakostni) |
| -------------------------------- | -------------------------------- | -------------------------------- | -------------------------------- | -------------------------------- |
| 1994                             | John Parrott                     | Tony Drago                       | 7 - 6                            | 1994/95                          |
| 1995                             | Peter Ebdon                      | John Higgins                     | 7 - 4                            | 1995/96                          |
| 1996                             | Nigel Bond                       | Tony Drago                       | 7 - 3                            | 1996/97                          |
| 1997                             | Ken Doherty                      | John Higgins                     | 7 - 5                            | 1997/98                          |
| 1998                             | Stephen Hendry                   | Ken Doherty                      | 7 - 6                            | 1998/99                          |
| Rothmans Grand Prix (jakostni)   |                                  |                                  |                                  |                                  |
| 2000                             | Ken Doherty                      | Mark Williams                    | 9 - 3                            | 1999/00                          |
| Rothmans Grand Prix (nejakostni) |                                  |                                  |                                  |                                  |
| 2001                             | Stephen Hendry                   | Mark Williams                    | 7 - 1                            | 2000/01                          |